# Selección de fútbol sub-21 de Inglaterra
Selección de fútbol sub-21 de Inglaterra También conocida como Inglaterra sub-21 se considera que el equipo es la base para la Selección de fútbol de Inglaterra.
Este equipo es para jugadores ingleses menores de 21 años al comienzo del año calendario en el que comienza una campaña de dos años de campeonato europeo de fútbol sub-21, por lo que algunos jugadores pueden permanecer con el equipo hasta los 23 años. Siendo elegibles, los jugadores pueden jugar para Inglaterra en cualquier nivel, lo que le permite jugar para los Sub-21, el equipo Adulto, y de nuevo para los Sub-21, como Jack Butland, Harry Kane, Calum Chambers y John Stones han hecho recientemente. También es posible jugar para un país a nivel juvenil y otro a nivel adulto (siempre que el jugador sea elegible).
El equipo sub-21 nació, tras el reajuste de las competiciones juveniles de la UEFA, en 1976. Su primer partido fue un empate sin goles en un amistoso contra Gales en el Molineux Stadium de Wolverhampton fue el primer resultado de Inglaterra.
El equipo no tiene un hogar permanente. Ellos juegan en estadios diseminados por toda Inglaterra, en un intento de animar a los aficionados más jóvenes, Debido a la menor demanda en comparación con el equipo nacional adulto, los terrenos más pequeños pueden ser utilizados. El registro de asistencia para un partido de Inglaterra sub-21 se estableció el 24 de marzo de 2007, cuando Inglaterra sub-21 jugó Italia sub-21 frente a una multitud de poco menos de 60.000 en el Estadio de Wembley, también una asistencia récord mundial para un U21.

## Historia

### Trayectoria Inglaterra Sub-21
Como equipo europeo sub-21, Inglaterra compite por el Campeonato de Europa, con la final cada año impar, años anteros. No hay una Copa del Mundo Sub-21, aunque hay una Copa del Mundo Sub-20. En los primeros seis (1978-1988) campeonatos europeos de fútbol sub-21, Inglaterra lo hizo bien, quedando eliminado en las semifinales en cuatro ocasiones y ganando la competición en 1982 y 1984. Luego, como cabría esperar con una rápida rotación De los jugadores, seguido de un período de escasez.
Después de perder ante Francia en la semifinal de 1988, Inglaterra no pudo clasificarse para los ocho últimos campeonatos. En las fases de calificación para el torneo de 1998, Inglaterra ganó a su grupo, pero el destino no estaba de su lado. Debido a que había nueve grupos, y solo ocho lugares, las dos naciones ganadoras de grupos con peores récords tuvieron que jugar-off para eliminar uno de ellos. Inglaterra perdió el partido de visitante de esta ronda de calificación extra y fueron eliminados en goles frente a Grecia. por ende, Inglaterra terminó novena en la competición a pesar de perder solo uno de sus diez partidos.
Inglaterra se clasificó cómodamente para las finales del 2000. Bajo el mando de Peter Taylor en el año 1996, Inglaterra ganó cada partido sin conceder un gol, Pero con 3 partidos para jugar, Taylor fue reemplazado de manera polémica por Howard Wilkinson, quien ganó los dos siguientes partidos. Los tres goles encajados en la derrota por 3-1 ante el segundo clasificado, Polonia, fueron el único defecto en el récord de calificación del equipo. Inglaterra fue dejada en la fase de grupos de la final del Campeonato de Europa en 2000 bajo Wilkinson.
Después de contratar al ex estrella internacional David Platt como Director técnico, Inglaterra se clasificó para el torneo de 2002 en Suiza. Una vez más Inglaterra se vio mal en la fase de grupos. Inglaterra de Platt no se clasificó para el torneo de 2004 y fue reemplazado por el regreso Peter Taylor. La Inglaterra de Taylor clasificó en el grupo pero perdió frente a un equipo más fuerte, Francia, en un partido de desempate y no pudo calificar para el torneo 2006.
La próxima campaña se inició poco después de la final de 2006 - la fase de calificación de la competición de 2007. La UEFA decidió cambiar el torneo para evitar un choque con los torneos adultos que tienen lugar en años pares. La etapa de calificación fue muy reducida, completándose en menos de un año. En un grupo de clasificación de tres equipos, Inglaterra se clasificó sobre Suiza y Moldavia, y luego ganó un play-off de dos partidos de ida y vuelta frente a Alemania para clasificarse para la final que se celebrará en los Países Bajos. En el torneo, Inglaterra avanzó a través a las semifinales donde se topo frente a los anfitriones. Sin embargo, después de una partida tardía y una tanda de penaltis de maratón, Inglaterra fue eliminada.
En 2009, Inglaterra terminó como subcampeón, perdiendo 4-0 a Alemania en la final.
Inglaterra terminó segundo en su grupo de clasificación para el campeonato de 2011 en Dinamarca. Posteriormente derrotó a Rumanía en los play-offs para clasificarse para el torneo de finales, donde fueron eliminados en la fase de grupos después de una derrota por 2-1 ante la República Checa. Inglaterra también salió posteriormente de los torneos 2013 y 2015 finales en la fase de grupos.

## Resultados

### Eurocopa Sub-21
| Año                    | Fase            | Posición        | PJ              | PG              | PE              | PP              | GF              | GC              |
| ---------------------- | --------------- | --------------- | --------------- | --------------- | --------------- | --------------- | --------------- | --------------- |
| Sin sede 1978          | Semifinales     | 4.º             | 4               | 1               | 2               | 1               | 4               | 4               |
| Sin sede 1980          | Semifinales     | 3.º             | 4               | 1               | 1               | 2               | 4               | 4               |
| Sin sede 1982          | Campeón         | 1.º             | 6               | 3               | 2               | 1               | 11              | 8               |
| Sin sede 1984          | Campeón         | 1.º             | 6               | 5               | 0               | 1               | 13              | 3               |
| Sin sede 1986          | Semifinales     | 4.º             | 4               | 1               | 2               | 1               | 3               | 4               |
| Sin sede 1988          | Semifinales     | 3.º             | 4               | 2               | 1               | 1               | 6               | 6               |
| Sin sede 1990          | No se clasificó | No se clasificó | No se clasificó | No se clasificó | No se clasificó | No se clasificó | No se clasificó | No se clasificó |
| Sin sede 1992          | No se clasificó | No se clasificó | No se clasificó | No se clasificó | No se clasificó | No se clasificó | No se clasificó | No se clasificó |
| Francia 1994           | No se clasificó | No se clasificó | No se clasificó | No se clasificó | No se clasificó | No se clasificó | No se clasificó | No se clasificó |
| España 1996            | No se clasificó | No se clasificó | No se clasificó | No se clasificó | No se clasificó | No se clasificó | No se clasificó | No se clasificó |
| Rumanía 1998           | No se clasificó | No se clasificó | No se clasificó | No se clasificó | No se clasificó | No se clasificó | No se clasificó | No se clasificó |
| Eslovaquia 2000        | Etapa de grupos | 5.º             | 3               | 1               | 0               | 2               | 6               | 4               |
| Suiza 2002             | Etapa de grupos | 7.º             | 3               | 1               | 0               | 2               | 4               | 6               |
| Alemania 2004          | No se clasificó | No se clasificó | No se clasificó | No se clasificó | No se clasificó | No se clasificó | No se clasificó | No se clasificó |
| Portugal 2006          | No se clasificó | No se clasificó | No se clasificó | No se clasificó | No se clasificó | No se clasificó | No se clasificó | No se clasificó |
| Países Bajos 2007      | Semifinales     | 3.º             | 4               | 1               | 3               | 0               | 5               | 3               |
| Suecia 2009            | Sub-campeón     | 2.º             | 5               | 2               | 3               | 0               | 8               | 9               |
| Dinamarca 2011         | Etapa de grupos | 7.º             | 3               | 0               | 2               | 1               | 2               | 3               |
| Israel 2013            | Etapa de grupos | 7.º             | 3               | 0               | 0               | 3               | 1               | 5               |
| República Checa 2015   | Etapa de grupos | 7.º             | 3               | 1               | 0               | 2               | 2               | 4               |
| Polonia 2017           | Semifinales     | 3.º             | 4               | 2               | 2               | 0               | 7               | 3               |
| Italia-San Marino 2019 | Etapa de grupos | 9.º             | 3               | 0               | 1               | 2               | 6               | 9               |
| Eslovenia-Hungría 2021 | Etapa de grupos | 12.º            | 3               | 1               | 0               | 2               | 2               | 4               |
| Georgia-Rumania 2023   | Campeón         | 1.º             | 6               | 6               | 0               | 0               | 11              | 0               |
| Eslovaquia 2025        | Campeón         | 1.º             | 6               | 4               | 1               | 1               | 12              | 7               |
| Total                  | 4 títulos       | 18/25           | 68              | 26              | 19              | 23              | 96              | 86              |

## Jugadores

### Última convocatoria
- Convocados a la Eurocopa Sub-21 de 2025.[1]

| Nombre              | Posición       | Edad    | PJ | G  | Club                      |
| ------------------- | -------------- | ------- | -- | -- | ------------------------- |
| James Beadle        | Guardameta     | 20 años | 6  | -8 | Brighton & Hove Albion FC |
| Tommy Simkin        | Guardameta     | 20 años | 0  | 0  | Stoke City FC             |
| Teddy Sharman-Lowe  | Guardameta     | 22 años | 1  | 0  | Chelsea FC                |
| Tino Livramento     | Defensa        | 22 años | 9  | 0  | Newcastle United FC       |
| Ronnie Edwards      | Defensa        | 22 años | 2  | 0  | Southampton FC            |
| Jarell Quansah      | Defensa        | 22 años | 8  | 0  | Liverpool FC              |
| Charlie Cresswell   | Defensa        | 22 años | 20 | 2  | Toulouse FC               |
| Brooke Norton-Cuffy | Defensa        | 21 años | 4  | 0  | Genoa CFC                 |
| CJ Egan-Riley       | Defensa        | 22 años | 2  | 0  | Burnley FC                |
| Hayden Hackney      | Centrocampista | 23 años | 9  | 1  | Middlesbrough FC          |
| Jobe Bellingham     | Centrocampista | 19 años | 4  | 0  | Sunderland AFC            |
| Elliot Anderson     | Centrocampista | 22 años | 6  | 1  | Nottingham Forest FC      |
| Archie Gray         | Centrocampista | 19 años | 10 | 1  | Tottenham Hotspur FC      |
| Jack Hinshelwood    | Centrocampista | 20 años | 5  | 0  | Brighton & Hove Albion FC |
| Alex Scott          | Centrocampista | 21 años | 6  | 0  | AFC Bournemouth           |
| Tyler Morton        | Centrocampista | 22 años | 8  | 1  | Liverpool FC              |
| Jonathan Rowe       | Delantero      | 22 años | 4  | 1  | Olympique de Marsella     |
| James McAtee        | Delantero      | 22 años | 18 | 7  | Manchester City FC        |
| Omari Hutchinson    | Delantero      | 21 años | 4  | 2  | Ipswich Town FC           |
| Samuel Iling-Junior | Delantero      | 21 años | 13 | 2  | Aston Villa FC            |
| Jay Stansfield      | Delantero      | 22 años | 3  | 0  | Birmingham City FC        |
| Harvey Elliott      | Delantero      | 22 años | 22 | 9  | Liverpool FC              |
| Ethan Nwaneri       | Delantero      | 18 años | 2  | 1  | Arsenal FC                |
| Tom Fellows         | Delantero      | 21 años | 2  | 1  | West Bromwich Albion      |
| Lee Carsley         | Entrenador     | 51 años |    |    |                           |

### Más presencias
| # | Jugador            | Período   | Partidos | Goles |
| - | ------------------ | --------- | -------- | ----- |
| 1 | James Milner       | 2004-2009 | 46       | 9     |
| 2 | Nathaniel Chalobah | 2012-2017 | 40       | 2     |
| 3 | Nathan Redmond     | 2013-2017 | 38       | 10    |
| 4 | Fabrice Muamba     | 2007-2011 | 33       | 0     |
| 5 | Tom Huddlestone    | 2005-2009 | 32       | 5     |
| 6 | James Ward-Prowse  | 2013-2017 | 31       | 6     |
| 7 | Michael Mancienne  | 2007-2011 | 30       | 1     |

Fuente: Transfermarkt.
- Actualizado el 11 de septiembre de 2019

### Máximos goleadores
| # | Jugador         | Período   | Goles | Partidos |
| - | --------------- | --------- | ----- | -------- |
| 1 | Alan Shearer    | 1990-1992 | 13    | 12       |
| 1 | Francis Jeffers | 1997-2000 | 13    | 16       |
| 2 | Saido Berahino  | 2013-2015 | 11    | 12       |
| 3 | Nathan Redmond  | 2013-2017 | 10    | 39       |
| 4 | Darren Bent     | 2003-2005 | 9     | 14       |
| 4 | Dominic Solanke | 2015-2019 | 9     | 18       |
| 4 | Frank Lampard   | 1997-2000 | 9     | 19       |
| 4 | Tammy Abraham   | 2016-2019 | 9     | 26       |
| 4 | James Milner    | 2004-2009 | 9     | 46       |

Fuente: Transfermarkt.
- Actualizado el 11 de septiembre de 2019

## Entrenadores
| Años      | Entrenadores     |
| --------- | ---------------- |
| 1977–1990 | Dave Sexton      |
| 1990–1993 | Lawrie McMenemy  |
| 1994–1996 | Dave Sexton      |
| 1996–1999 | Peter Taylor     |
| 1999      | Peter Reid       |
| 1999–2001 | Howard Wilkinson |
| 2001–2004 | David Platt      |
| 2004–2007 | Peter Taylor     |
| 2007–2013 | Stuart Pearce    |
| 2013–2016 | Gareth Southgate |
| 2016–2021 | Aidy Boothroyd   |